# Nuria Fontané
Nuria Fontané Masó (21 de junio de 1996) es una deportista española que compite en piragüismo en la modalidad de estilo libre. Ganó una medalla de bronce en el Campeonato Europeo de Piragüismo de Estilo Libre de 2012 en la prueba de K1 squirt.

## Palmarés internacional
| Campeonato Europeo | Campeonato Europeo | Campeonato Europeo | Campeonato Europeo |
| Año                | Lugar              | Medalla            | Evento             |
| ------------------ | ------------------ | ------------------ | ------------------ |
| 2012               | Lienz (Austria)    | Medalla de bronce  | K1 squirt          |